# 外輪差
外輪差（がいりんさ）とは、四輪車がカーブを曲がる際に、外輪の前輪と後輪が描く円弧の半径に差を生じる現象。また、それによって現実に生じる通行位置の差。

## 問題
この現象は、前輪が固定輪で後輪が操舵輪となっていることの多いフォークリフトで発生する。ただし、フォークリフトは急制動をかけると荷物が前方へ落下したり、車両ごと転倒する事故を防ぐため、荷役時は後退走行が基本である。その状態では車両の進行方向に操舵輪があるので別の問題（ハンドルの旋回方向と車両の挙動が違うこと）を除けば問題にならない。
よって外輪差が特に問題となるのは、前輪操舵車が後退する場面である。例えば路地で右後方に進む際、自動車の左前方に注意が向かずブロック塀に衝突させてしまう事故などを生じることがある。